# Uacu Cungo
Uacu Cungo (portugisiska: Santa Comba Dão, Vila de Santa Comba Dão) är en ort i Angola.   Den ligger i provinsen Cuanza Sul, i den västra delen av landet, 300 kilometer sydost om huvudstaden Luanda. Uacu Cungo ligger 1 304 meter över havet och antalet invånare är 10 970.

## Terräng och klimat
Terrängen runt Uacu Cungo är kuperad åt nordväst, men åt sydost är den platt. Runt Uacu Cungo är det glesbefolkat, med 17 invånare per kvadratkilometer.. Det finns inga andra samhällen i närheten.
I omgivningarna runt Uacu Cungo växer huvudsakligen savannskog.